# 冶父山镇
冶父山镇，是中华人民共和国安徽省合肥市庐江县下辖的一个乡镇级行政单位。

## 行政区划
冶父山镇下辖以下地区：
冶父山社区、石山社区、幸福村、罗岗村、大岗村、铺岗村、明圣村、栖凤岭村、马岗村、魏岗村、梁岗村、田埠村和三岔村。